# Xã Lick Creek, Quận Davis, Iowa
Xã Lick Creek (tiếng Anh: Lick Creek Township) là một xã thuộc quận Davis, tiểu bang Iowa, Hoa Kỳ. Năm 2010, dân số của xã này là 865 người.